# Бизнес-аналитик
Бизнес-аналитик — специалист, использующий методы бизнес-анализа для исследования потребностей деятельности организаций с целью определения проблем бизнеса и предложения их решения.
Международный Институт Бизнес-Анализа (IIBA, International Institute of Business Analysis) определяет бизнес-аналитика «как посредника между заинтересованными лицами для сбора, анализа, коммуницирования и проверки требований по изменению бизнес-процессов, регламентов и информационных систем. Бизнес-аналитик понимает проблемы и возможности бизнеса в контексте требований и рекомендует решения, позволяющие организации достичь своих целей».
В консалтинговом бизнесе бизнес-аналитиком называется высшая позиция для консультанта.
IIBA отмечает всемирный день бизнес-анализа 1-го ноября